# Eisschnelllauf-Einzelstreckenweltmeisterschaften 2020
Die 20. Eisschnelllauf-Einzelstreckenweltmeisterschaften wurden vom 13. bis zum 16. Februar 2020 auf dem Utah Olympic Oval im US-amerikanischen Salt Lake City ausgetragen.
Im Rahmen der Weltmeisterschaften wurden insgesamt 16 Weltmeistertitel vergeben, 12 davon in Einzelrennen und 4 in Mannschaftswettkämpfen. Mit zwei Titeln erfolgreichste Teilnehmer waren die Niederländerin Jutta Leerdam (1000 Meter und Teamsprint) sowie der Russe Pawel Kulischnikow (500 und 1000 Meter). Während der Weltmeisterschaften wurden sechs Weltrekorde aufgestellt.

## Bilanz

### Medaillenspiegel
| Platz  | Land                | Gold | Silber | Bronze | Gesamt |
| ------ | ------------------- | ---- | ------ | ------ | ------ |
| 1      | Niederlande         | 7    | 5      | 2      | 14     |
| 2      | Russland            | 3    | 5      | 4      | 12     |
| 3      | Kanada              | 3    | 2      | 4      | 9      |
| 4      | Japan               | 2    | 1      | 2      | 5      |
| 5      | Tschechien          | 1    | 1      | –      | 2      |
| 6      | Südkorea            | –    | 1      | –      | 1      |
| 6      | Volksrepublik China | –    | 1      | –      | 1      |
| 8      | Deutschland         | –    | –      | 1      | 1      |
| 8      | Norwegen            | –    | –      | 1      | 1      |
| 8      | Polen               | –    | –      | 1      | 1      |
| 8      | Vereinigte Staaten  | –    | –      | 1      | 1      |
| Gesamt | Gesamt              | 16   | 16     | 16     | 48     |

### Medaillengewinner
Zeigt die drei Medaillengewinner der einzelnen Distanzen.

#### Frauen
| Distanz        | Gold                                               | Silber                                                     | Bronze                                                  |
| -------------- | -------------------------------------------------- | ---------------------------------------------------------- | ------------------------------------------------------- |
| 500 Meter      | Nao Kodaira                                        | Angelina Golikowa                                          | Olga Fatkulina                                          |
| 1000 Meter     | Jutta Leerdam                                      | Olga Fatkulina                                             | Miho Takagi                                             |
| 1500 Meter     | Ireen Wüst                                         | Jewgenija Lalenkowa                                        | Jelisaweta Kaselina                                     |
| 3000 Meter     | Martina Sáblíková                                  | Carlijn Achtereekte                                        | Natalja Woronina                                        |
| 5000 Meter     | Natalja Woronina                                   | Martina Sáblíková                                          | Esmee Visser                                            |
| Massenstart    | Ivanie Blondin                                     | Kim Bo-reum                                                | Irene Schouten                                          |
| Teamsprint     | NiederlandeFemke Kok Letitia de Jong Jutta Leerdam | RusslandOlga Fatkulina Angelina Golikowa Darja Katschanowa | PolenNatalia Czerwonka Andżelika Wójcik Kaja Ziomek     |
| Teamverfolgung | JapanMiho Takagi Nana Takagi Ayano Satō            | NiederlandeIreen Wüst Antoinette de Jong Melissa Wijfje    | KanadaIvanie Blondin Valérie Maltais Isabelle Weidemann |

#### Männer
| Distanz        | Gold                                                | Silber                                                  | Bronze                                                              |
| -------------- | --------------------------------------------------- | ------------------------------------------------------- | ------------------------------------------------------------------- |
| 500 Meter      | Pawel Kulischnikow                                  | Ruslan Muraschow                                        | Tatsuya Shinhama                                                    |
| 1000 Meter     | Pawel Kulischnikow                                  | Kjeld Nuis                                              | Laurent Dubreuil                                                    |
| 1500 Meter     | Kjeld Nuis                                          | Thomas Krol                                             | Joey Mantia                                                         |
| 5000 Meter     | Ted-Jan Bloemen                                     | Sven Kramer                                             | Graeme Fish                                                         |
| 10.000 Meter   | Graeme Fish                                         | Ted-Jan Bloemen                                         | Patrick Beckert                                                     |
| Massenstart    | Jorrit Bergsma                                      | Jordan Belchos                                          | Antoine Gélinas-Beaulieu                                            |
| Teamsprint     | NiederlandeThomas Krol Dai Dai Ntab Kai Verbij      | Volksrepublik ChinaGao Tingyu Ning Zhongyan Wang Shiwei | NorwegenOdin By Farstad Bjørn Magnussen Håvard Holmefjord Lorentzen |
| Teamverfolgung | NiederlandeSven Kramer Douwe de Vries Marcel Bosker | JapanSeitaro Ichinohe Ryōsuke Tsuchiya Shane Williamson | RusslandRuslan Sacharow Danila Semerikow Sergei Trofimow            |

## Ergebnisse

### Frauen

#### 500 Meter
| Platz | Name              | Land               | Zeit    |
| ----- | ----------------- | ------------------ | ------- |
| 1     | Nao Kodaira       | Japan              | 36,69 s |
| 2     | Angelina Golikowa | Russland           | 36,74 s |
| 3     | Olga Fatkulina    | Russland           | 36,78 s |
| 4     | Vanessa Herzog    | Österreich         | 36,94 s |
| 5     | Kimi Goetz        | Vereinigte Staaten | 37,18 s |
| 6     | Letitia de Jong   | Niederlande        | 37,19 s |
| 7     | Erin Jackson      | Vereinigte Staaten | 37,28 s |
| 8     | Jutta Leerdam     | Niederlande        | 37,30 s |
| 9     | Femke Kok         | Niederlande        | 37,45 s |
| 10    | Darja Katschanowa | Russland           | 37,47 s |

Datum: 14. Februar 2020
Im drittletzten Paar stellte Nao Kodaira die Bestzeit auf, an die weder Titelverteidigerin Vanessa Herzog noch die beiden im letzten Duell gegeneinander laufenden Angelina Golikowa und Olga Fatkulina herankamen, wobei die beiden Russinnen jeweils weniger als eine Zehntelsekunde Rückstand auf Kodaira hatten. Trotz ihres Erfolges zeigte sich Kodaira enttäuscht von ihrem Rennen, da sie die sieben Jahre alte Weltbestmarke von Lee Sang-hwa um etwa 0,3 Sekunden verpasst hatte.

#### 1000 Meter
| Platz | Name                 | Land               | Zeit        |
| ----- | -------------------- | ------------------ | ----------- |
| 1     | Jutta Leerdam        | Niederlande        | 1:11,84 min |
| 2     | Olga Fatkulina       | Russland           | 1:12,33 min |
| 3     | Miho Takagi          | Japan              | 1:12,34 min |
| 4     | Ireen Wüst           | Niederlande        | 1:12,64 min |
| 5     | Kimi Goetz           | Vereinigte Staaten | 1:12,70 min |
| 6     | Nao Kodaira          | Japan              | 1:12,86 min |
| 7     | Jekaterina Schichowa | Russland           | 1:12,88 min |
| 8     | Brittany Bowe        | Vereinigte Staaten | 1:12,91 min |
| 9     | Letitia de Jong      | Niederlande        | 1:12,99 min |
| 10    | Darja Katschanowa    | Russland           | 1:13,10 min |

Datum: 15. Februar 2020
Jutta Leerdam gewann ihren ersten WM-Titel in einem Einzelrennen. Sie verpasste dabei den von Brittany Bowe gehaltenen Weltrekord um 23 Hundertstelsekundenekunden und verwies Olga Fatkulina sowie Miho Takagi auf die Plätze zwei und drei.

#### 1500 Meter
| Platz | Name                 | Land        | Zeit        |
| ----- | -------------------- | ----------- | ----------- |
| 1     | Ireen Wüst           | Niederlande | 1:50,92 min |
| 2     | Jewgenija Lalenkowa  | Russland    | 1:51,13 min |
| 3     | Jelisaweta Kaselina  | Russland    | 1:51,41 min |
| 4     | Miho Takagi          | Japan       | 1:51,58 min |
| 5     | Melissa Wijfje       | Niederlande | 1:51,78 min |
| 6     | Jekaterina Schichowa | Russland    | 1:52,07 min |
| 7     | Ivanie Blondin       | Kanada      | 1:52,43 min |
| 8     | Nana Takagi          | Japan       | 1:52,72 min |
| 9     | Nao Kodaira          | Japan       | 1:52,82 min |
| 10    | Joy Beune            | Niederlande | 1:53,11 min |

Datum: 16. Februar 2020
Die nach starken Auftritten im Weltcup als Topfavoritin gehandelte Miho Takagi belegte lediglich den vierten Rang, während die erfahrene Ireen Wüst ihre 20. Goldmedaille bei Weltmeisterschaften gewann. Hinter Wüst sicherten sich Jewgenija Lalenkowa und Jelisaweta Kaselina Silber und Bronze.

#### 3000 Meter
| Platz | Name                   | Land        | Zeit        |
| ----- | ---------------------- | ----------- | ----------- |
| 1     | Martina Sáblíková      | Tschechien  | 3:54,25 min |
| 2     | Carlijn Achtereekte    | Niederlande | 3:54,92 min |
| 3     | Natalja Woronina       | Russland    | 3:55,54 min |
| 4     | Jewgenija Lalenkowa    | Russland    | 3:55,81 min |
| 5     | Esmee Visser           | Niederlande | 3:56,78 min |
| 6     | Ivanie Blondin         | Kanada      | 3:57,56 min |
| 7     | Irene Schouten         | Niederlande | 3:58,26 min |
| 8     | Francesca Lollobrigida | Italien     | 3:58,71 min |
| 9     | Maryna Sujewa          | Belarus     | 3:59,41 min |
| 10    | Isabelle Weidemann     | Kanada      | 4:01,34 min |

Datum: 13. Februar 2020
Als erste der favorisierten Athletinnen lief die Olympiasiegerin von 2018 Carlijn Achtereekte eine Zeit von 3:54,92 Minuten, die bis zum vorletzten Paar Bestand hatte. Dort unterbot Martina Sáblíková im Duell mit Ivanie Blondin Achtereektes Zeit um etwa sieben Zehntelsekunden und gewann damit ihren insgesamt 21. Weltmeistertitel. Bronze holte Natalja Woronina, die zwischen Achtereekte und Sáblíková lief und bei den Zwischenzeiten bis zur drittletzten Runde in Führung lag.

#### 5000 Meter
| Platz | Name                  | Land        | Zeit        |
| ----- | --------------------- | ----------- | ----------- |
| 1     | Natalja Woronina      | Russland    | 6:39,02 min |
| 2     | Martina Sáblíková     | Tschechien  | 6:41,18 min |
| 3     | Esmee Visser          | Niederlande | 6:46,68 min |
| 4     | Maryna Sujewa         | Belarus     | 6:48,22 min |
| 5     | Ivanie Blondin        | Kanada      | 6:48,98 min |
| 6     | Isabelle Weidemann    | Kanada      | 6:49,10 min |
| 7     | Irene Schouten        | Niederlande | 6:50,59 min |
| 8     | Claudia Pechstein     | Deutschland | 6:55,01 min |
| 9     | Sofie Karoline Haugen | Norwegen    | 6:56,64 min |
| 10    | Jelena Sochrjakowa    | Russland    | 6:59,58 min |

Datum: 15. Februar 2020
Zehn Mal in Folge hatte Martina Sáblíková den Weltmeistertitel auf der 5000-Meter-Strecke gewonnen. In Salt Lake City wurde sie erstmals seit 2005 über diese Distanz bei einer Einzelstrecken-WM geschlagen, obwohl sie ihren eigenen Weltrekord im vierten von sechs Paaren um eine knappe Sekunde unterbot und davon sprach, ein „optimales Rennen“ gelaufen zu sein. Im letzten Duell (gegen Maryna Sujewa) lief Natalja Woronina als erste Frau die 5000 Meter in weniger als 6:40 Minuten und gewann damit die Goldmedaille.

#### Massenstart
| Platz | Name                   | Land               | Punkte | Zeit        |
| ----- | ---------------------- | ------------------ | ------ | ----------- |
| 1     | Ivanie Blondin         | Kanada             | 60     | 8:14,02 min |
| 2     | Kim Bo-reum            | Südkorea           | 40     | 8:14,22 min |
| 3     | Irene Schouten         | Niederlande        | 20     | 8:14,32 min |
| 4     | Nana Takagi            | Japan              | 10     | 8:14,33 min |
| 5     | Francesca Lollobrigida | Japan              | 6      | 8:14,70 min |
| 6     | Valérie Maltais        | Kanada             | 5      | 8:19,63 min |
| 7     | Mia Kilburg-Manganello | Vereinigte Staaten | 3      | 8:14,95 min |
| 8     | Maryna Sujewa          | Belarus            | 3      | 8:15,82 min |
| 9     | Claudia Pechstein      | Deutschland        | 2      | 8:18,04 min |
| 10    | Karolina Bosiek        | Polen              | 2      | 8:23,09 min |

Datum: 16. Februar 2020
In einem bis auf die letzten beiden Runden langsamen Rennen setzte sich Ivanie Blondin auf der Zielgeraden gegen Kim Bo-reum und Irene Schouten durch. Die ebenfalls vorne platzierte Ayano Satō wurde disqualifiziert.

#### Teamsprint
| Platz | Name                                               | Land                | Zeit        |
| ----- | -------------------------------------------------- | ------------------- | ----------- |
| 1     | Femke Kok Jutta Leerdam Letitia de Jong            | Niederlande         | 1:24,02 min |
| 2     | Angelina Golikowa Olga Fatkulina Darja Katschanowa | Russland            | 1:24,50 min |
| 3     | Andżelika Wójcik Kaja Ziomek Natalia Czerwonka     | Polen               | 1:25,37 min |
| 4     | Tian Ruining Jin Jingzhu Zhao Xin                  | Volksrepublik China | 1:26,80 min |

Datum: 13. Februar 2020
Die 19-jährige Juniorin Femke Kok führte das niederländische Team an, das seinen letztjährig errungenen Titel verteidigte. Insgesamt standen nur vier Teams am Start.

#### Teamverfolgung
| Platz | Name                                                     | Land                | Zeit        |
| ----- | -------------------------------------------------------- | ------------------- | ----------- |
| 1     | Nana Takagi Ayano Satō Miho Takagi                       | Japan               | 2:50,76 min |
| 2     | Melissa Wijfje Ireen Wüst Antoinette de Jong             | Niederlande         | 2:52,65 min |
| 3     | Ivanie Blondin Valérie Maltais Isabelle Weidemann        | Kanada              | 2:53,62 min |
| 4     | Jelisaweta Kaselina Jewgenija Lalenkowa Natalja Woronina | Russland            | 2:53,92 min |
| 5     | Karolina Bosiek Natalia Czerwonka Karolina Gąsecka       | Polen               | 2:59,24 min |
| 6     | Brianna Bocox Mia Kilburg-Manganello Paige Schwartzburg  | Vereinigte Staaten  | 2:59,79 min |
| 7     | Li Dan Tao Jiaying Zhou Yang                             | Volksrepublik China | 3:01,57 min |

Datum: 14. Februar 2020
Die drei Japanerinnen Nana Takagi, Ayano Satō und Miho Takagi hatten sowohl im Vorjahr bei der WM als auch bei den Olympischen Winterspielen 2018 in dieser Disziplin gewonnen. Nachdem sie in der Weltcupsaison mehrere Niederlagen erfahren hatten, gewannen sie bei den Weltmeisterschaften mit Weltrekordzeit und klarem Vorsprung auf die Niederländerinnen, die wie schon 2019 die Silbermedaille holten.

### Männer

#### 500 Meter
| Platz | Name               | Land                | Zeit    |
| ----- | ------------------ | ------------------- | ------- |
| 1     | Pawel Kulischnikow | Russland            | 33,72 s |
| 2     | Ruslan Muraschow   | Russland            | 33,99 s |
| 3     | Tatsuya Shinhama   | Japan               | 34,03 s |
| 4     | Wiktor Muschtakow  | Russland            | 34,05 s |
| 5     | Daichi Yamanaka    | Japan               | 34,06 s |
| 6     | Laurent Dubreuil   | Kanada              | 34,12 s |
| 7     | Cha Min-kyu        | Südkorea            | 34,21 s |
| 8     | Kim Jun-ho         | Südkorea            | 34,26 s |
| 9     | Gao Tingyu         | Volksrepublik China | 34,28 s |
| 10    | Kai Verbij         | Niederlande         | 34,32 s |

Datum: 14. Februar 2020
Obwohl er sich tags zuvor im Teamsprint eine Schulterverletzung zugezogen hatte, gewann Pawel Kulischnikow den 500-Meter-Sprint mit einem Vorsprung von 27 Hundertstelsekunden auf seinen Teamkollegen Ruslan Muraschow. Dabei profitierte er auch von der Auslosung: Im Gegensatz zu Muraschow und dem drittplatzierten Tatsuya Shinhama begann Kulischnikow sein Rennen auf der Innenbahn und schloss es auf der Außenbahn ab. Auf Hochgeschwindigkeitsbahnen wie in Salt Lake City gilt dies als Vorteil, da es schwierig ist, bei Geschwindigkeiten von bis zu 60 km/h die Kurve zu halten.

#### 1000 Meter
| Platz | Name                        | Land        | Zeit        |
| ----- | --------------------------- | ----------- | ----------- |
| 1     | Pawel Kulischnikow          | Russland    | 1:05,69 min |
| 2     | Kjeld Nuis                  | Niederlande | 1:06,73 min |
| 3     | Laurent Dubreuil            | Kanada      | 1:06,76 min |
| 4     | Håvard Holmefjord Lorentzen | Norwegen    | 1:07,00 min |
| 5     | Masaya Yamada               | Japan       | 1:07,03 min |
| 6     | Kai Verbij                  | Niederlande | 1:07,05 min |
| 7     | Nico Ihle                   | Deutschland | 1:07,10 min |
| 8     | Ruslan Muraschow            | Russland    | 1:07,13 min |
| 9     | Antoine Gélinas-Beaulieu    | Kanada      | 1:07,25 min |
| 10    | Ihnat Halawazjuk            | Belarus     | 1:07,32 min |

Datum: 15. Februar 2020
Einen Tag nach seinem Sieg über 500 Meter gewann Pawel Kulischnikow auch über die doppelte Distanz. Er lief dabei als erster Läufer die 1000 Meter schneller als 1:06 Minuten und hatte einen Vorsprung von mehr als einer Sekunde auf Kjeld Nuis, der zuvor den Weltrekord gehalten hatte. Der drittschnellste Thomas Krol wurde wegen Behinderung seines Mitläufers Wiktor Muschtakow disqualifiziert, auf den Bronzerang rückte Laurent Dubreuil nach.

#### 1500 Meter
| Platz | Name                     | Land                | Zeit        |
| ----- | ------------------------ | ------------------- | ----------- |
| 1     | Kjeld Nuis               | Niederlande         | 1:41,66 min |
| 2     | Thomas Krol              | Niederlande         | 1:41,73 min |
| 3     | Joey Mantia              | Vereinigte Staaten  | 1:42,16 min |
| 4     | Ning Zhongyan            | Volksrepublik China | 1:42,33 min |
| 5     | Denis Juskow             | Russland            | 1:42,34 min |
| 6     | Seitaro Ichinohe         | Japan               | 1:42,36 min |
| 7     | Antoine Gélinas-Beaulieu | Kanada              | 1:42,55 min |
| 8     | Sindre Henriksen         | Norwegen            | 1:43,34 min |
| 9     | Tyson Langelaar          | Kanada              | 1:43,39 min |
| 10    | Sverre Lunde Pedersen    | Norwegen            | 1:43,62 min |
| 10    | Patrick Roest            | Niederlande         | 1:43,62 min |

Datum: 16. Februar 2020
Der Olympiasieger über die Distanz Kjeld Nuis hatte sich krankheitsbedingt sportlich nicht für die Einzelstrecken-WM qualifizieren können und dafür eine Wildcard vom niederländischen Verband erhalten. Um sieben Hundertstelsekunden schlug er seinen Landsmann Thomas Krol, Bronze gewann Joey Mantia in persönlicher Bestzeit – für das US-Team war Mantias Medaille die einzige bei den Heim-Weltmeisterschaften.

#### 5000 Meter
| Platz | Name                  | Land        | Zeit        |
| ----- | --------------------- | ----------- | ----------- |
| 1     | Ted-Jan Bloemen       | Kanada      | 6:04,37 min |
| 2     | Sven Kramer           | Niederlande | 6:04,91 min |
| 3     | Graeme Fish           | Kanada      | 6:06,32 min |
| 4     | Sverre Lunde Pedersen | Norwegen    | 6:11,80 min |
| 5     | Jordan Belchos        | Kanada      | 6:12,07 min |
| 6     | Patrick Beckert       | Deutschland | 6:12,12 min |
| 7     | Davide Ghiotto        | Italien     | 6:12,51 min |
| 8     | Jorrit Bergsma        | Niederlande | 6:13,42 min |
| 9     | Ruslan Sacharow       | Russland    | 6:14,06 min |
| 10    | Timothy Loubineaud    | Frankreich  | 6:14,96 min |

Datum: 13. Februar 2020
Im dritten von zehn Paaren lief Sven Kramer als erster Favorit eine Zeit von 6:04,91 Minuten, die letztlich für die Silbermedaille reichte. Lediglich Ted-Jan Bloemen war um eine gute halbe Sekunde schneller, worüber sich sein Trainer Bart Schouten angesichts Bloemens Vorleistungen überrascht zeigte. Im neunten Duell war Graeme Fish etwas schneller als Patrick Roest und gewann die Bronzemedaille; der ursprünglich viertplatzierte Roest wurde nach dem Wettkampf disqualifiziert, da er die vorgeschriebene Armbinde nicht getragen hatte.

#### 10.000 Meter
| Platz | Name               | Land        | Zeit         |
| ----- | ------------------ | ----------- | ------------ |
| 1     | Graeme Fish        | Kanada      | 12:33,86 min |
| 2     | Ted-Jan Bloemen    | Kanada      | 12:45,01 min |
| 3     | Patrick Beckert    | Deutschland | 12:47,93 min |
| 4     | Jorrit Bergsma     | Niederlande | 12:48,45 min |
| 5     | Ryōsuke Tsuchiya   | Japan       | 12:55,62 min |
| 6     | Davide Ghiotto     | Italien     | 12:58,30 min |
| 7     | Timothy Loubineaud | Frankreich  | 12:58,97 min |
| 8     | Patrick Roest      | Niederlande | 13:03,90 min |
| 9     | Peter Michael      | Neuseeland  | 13:19,72 min |

Datum: 14. Februar 2020
Graeme Fish aus Kanada verbesserte den 2015 aufgestellten Weltrekord von Ted-Jan Bloemen um etwa zweieinhalb Sekunden und gewann vor seinem Landsmann die Goldmedaille. Damit wurde zum ersten Mal in der 24-jährigen Geschichte der Einzelstreckenweltmeisterschaften kein Niederländer 10.000-Meter-Weltmeister. Bronze ging an Patrick Beckert, der ebenfalls persönliche Bestleistung und zudem nationalen Rekord lief.

#### Massenstart
| Platz | Name                     | Land               | Punkte | Zeit        |
| ----- | ------------------------ | ------------------ | ------ | ----------- |
| 1     | Jorrit Bergsma           | Niederlande        | 60     | 7:39,49 min |
| 2     | Jordan Belchos           | Kanada             | 40     | 7:39,79 min |
| 3     | Antoine Gélinas-Beaulieu | Kanada             | 24     | 7:40,27 min |
| 4     | Wital Michajlau          | Belarus            | 14     | 7:40,37 min |
| 5     | Joey Mantia              | Vereinigte Staaten | 6      | 7:41,81 min |
| 6     | Artur Janicki            | Polen              | 5      | 7:45,69 min |
| 7     | Haralds Silovs           | Lettland           | 5      | 7:48,73 min |
| 8     | Chung Jae-won            | Südkorea           | 3      | 7:41,96 min |
| 9     | Ryōsuke Tsuchiya         | Japan              |        | 7:42,06 min |
| 10    | Ruslan Sacharow          | Russland           |        | 7:42,33 min |

Datum: 16. Februar 2020
Vier Runden vor Rennende schloss Jorrit Bergsma auf eine vierköpfige Ausreißergruppe auf. In der Schlussrunde führte er das Rennen an und kam als Erster vor Jordan Belchos und Antoine Gélinas-Beaulieu ins Ziel.

#### Teamsprint
| Platz | Name                                                        | Land                | Zeit        |
| ----- | ----------------------------------------------------------- | ------------------- | ----------- |
| 1     | Dai Dai Ntab Kai Verbij Thomas Krol                         | Niederlande         | 1:18,18 min |
| 2     | Gao Tingyu Wang Shiwei Ning Zhongyan                        | Volksrepublik China | 1:18,53 min |
| 3     | Bjørn Magnussen Håvard Holmefjord Lorentzen Odin By Farstad | Norwegen            | 1:19,54 min |
| 4     | Yuma Murakami Yamato Matsui Masaya Yamada                   | Japan               | 1:19,59 min |
| 5     | Oliver Grob Christian Oberbichler Livio Wenger              | Schweiz             | 1:20,03 min |
| 6     | Artur Galijew Stanislaw Palkin Alexander Klenko             | Kasachstan          | 1:20,39 min |
|       | Ruslan Muraschow Wiktor Muschtakow Pawel Kulischnikow       | Russland            | DNF         |

Datum: 13. Februar 2020
Die schnellste Zeit in 1:17,63 Minuten lief das kanadische Trio Gilmore Junio, Laurent Dubreuil und Antoine Gélinas-Beaulieu, das wegen eines fehlerhaften Wechsels disqualifiziert wurde. Stattdessen gewannen die niederländischen Sprinter das Rennen vor den Chinesen und den Norwegern.

#### Teamverfolgung
| Platz | Name                                                   | Land               | Zeit        |
| ----- | ------------------------------------------------------ | ------------------ | ----------- |
| 1     | Sven Kramer Marcel Bosker Douwe de Vries               | Niederlande        | 3:34,68 min |
| 2     | Seitaro Ichinohe Ryōsuke Tsuchiya Shane Williamson     | Japan              | 3:36,41 min |
| 3     | Sergei Trofimow Ruslan Sacharow Danila Semerikow       | Russland           | 3:37,24 min |
| 4     | Ted-Jan Bloemen Jordan Belchos Tyson Langelaar         | Kanada             | 3:38,27 min |
| 5     | Emery Lehman Ethan Cepuran Ian Quinn                   | Vereinigte Staaten | 3:38,51 min |
| 6     | Andrea Giovannini Nicola Tumolero Michele Malfatti     | Italien            | 3:38,96 min |
| 7     | Sverre Lunde Pedersen Hallgeir Engebråten Håvard Bøkko | Norwegen           | 3:41,22 min |
| 8     | Peter Michael Josh Whyte Kierryn Hughes                | Neuseeland         | 3:44,78 min |

Datum: 15. Februar 2020
Nach dessen enttäuschenden Auftritten über 5000 Meter und 10.000 Meter verzichtete der niederländische Trainer Jan Coopmans auf den Einsatz Patrick Roests und berief stattdessen Marcel Bosker in die Mannschaft um Sven Kramer und Douwe de Vries. Die Niederländer entschieden die Teamverfolgung zum siebten Mal in Folge für sich und verwiesen die Japaner und die Russen auf die Ränge zwei und drei.